# Pale Sketches
Pale Sketches es el título del tercer álbum de la banda de post-metal y shoegaze Jesu. El álbum contiene una colección de canciones inéditas de la banda, compuestas íntegramente por Justin Broadrick y que grabó a partir del año 2000. Fue lanzado el 4 de octubre de 2007 bajo el sello Avalanche Recordings; con un total de 2.000 copias en CD y 1.200 copias en vinilo.

## Lista de canciones
1. «Don't Dream It» - 5:30
2. «Can I Go Now?» - 5:49
3. «Wash It All Away» - 5:22
4. «The Playgrounds Are Empty» - 5:37
5. «Dummy» - 6:46
6. «Supple Hope» - 6:39
7. «Tiny Universes» - 4:59
8. «Plans That Fade» - 5:44

## Créditos
- Voz: Justin Broadrick.
- Guitarra: Justin Broadrick.
- Programación: Justin Broadrick.